# پانائو
پانائو شهری در مرکز کشور پرو ، مرکز استان پاچیتئا در منطقه اوئانوکو است.